# Rivière Carmel
Rivière Carmel är ett vattendrag i Kanada.   Det ligger i provinsen Québec, i den sydöstra delen av landet, 250 km öster om huvudstaden Ottawa.
Trakten runt Rivière Carmel består till största delen av jordbruksmark. Runt Rivière Carmel är det glesbefolkat, med 11 invånare per kvadratkilometer.